# Педагогический институт детской дефективности
Педагогический институт детской дефективности — учебное заведение в Москве в 1920—1924 годах, специализировавшееся на подготовке дефектологических кадров.
Организационный прототип института — шестимесячные, а затем и годичные курсы по подготовке специалистов-дефектологов, которые начали свою работу после октябрьской революции 1917 года по инициативе В. П. Кащенко, основателя частного санатория для одаренных и детей с задержками и патологиями развития. В 1920 на базе курсов Кащенко организовал учебный институт по поручению и под патронажем Главпрофобра Наркомпроса РСФСР. Таким образом, 1920 формально является и годом основания института как учебного заведения. Учебный Институт дефектологии размещался на Погодинской улице, дом 6, в большом здании бывшей Контрольной палаты военного ведомства.
В 1925 в результате реорганизации институт был ликвидирован как самостоятельная организация и переведен в состав педагогического факультета 2-го МГУ в качестве отделения дефектологии.
После реорганизации 2-го МГУ в 1930 и выделения педагогического факультета в самостоятельную организацию, Московский государственный педагогический институт им. А. С. Бубнова (МГПИ), сравнительно непродолжительное время (1938—1942) существовал как Московский государственный педагогический дефектологический институт (МГПДИ), однако впоследствии был реорганизован и, фактически после вторичного объединения с МГПИ, был опять превращен в дефектологический факультет МГПИ (в наше время — МПГУ).
Руководство:
- Ректор Педагогического института детской дефективности:

Кащенко, В. П. — 1920—1924
- (В составе 2 МГУ) Заведующий дефектологическим отделением:

Азбукин, Д.И. — 1924—1930
- (В составе МГПИ) Заведующий дефектологическим отделением (с 1934 г. — декан дефектологического факультета):

Азбукин, Д.И. — 1924—1938
- Директора Московского государственного педагогического дефектологического института (МГПДИ)

Власова, Т. А. — 1939—1942
Рау, Ф. Ф. — 1941
См. также:
- Высшее дефектологическое образование
- Дефектологический факультет Московского педагогического государственного университета